# Antílop salta-roques
L'antílop salta-roques (Oreotragus oreotragus) és un petit antílop africà de la tribu dels neotraginis. Aquest antílop viu sobretot a zones rocoses. Els antílops salta-roques són grans escaladors i saltadors, que es poden moure àgilment i ràpida per terrenys rocosos poc practicables.